# Hemeroskopion
Hemeroskopion (in greco antico: Ἡμεροσκόπιον?, Hēmeroskòpion) era una colonia greca d'Occidente, situata sulla costa settentrionale del Cabo de la Nao, nella regione di Alicante, in Spagna, nei pressi degli attuali porti di Denia o di Aduanas. Venne fondata verso la fine del VII secolo a.C. o all'inizio del VI secolo a.C..

## Storia
Si trovava sulla via degli empori greci per le Colonne d'Ercole, ma il suo scopo era anche quello di commerciare con l'interno della Spagna, in particolare con i centri metalliferi della Sierra Morena che erano in mano agli Iberi (La Serreta, Covalta, Saetabi, Minateda, Albaida e Mogente).
Nella colonia era anche probabile che fosse presente una base focese, che andava a completare la loro serie di scali nel Mediterraneo occidentale.
Quando, nel contesto della prima guerra punica, Amilcare sbarcò nella penisola nel 237 a.C., Hemeroskopion fu distrutta.